# Wilhelm Castelli
Pour les articles homonymes, voir Castelli.
Wilhelm Castelli, né le 17 décembre 1901 à Lübeck et mort le 29 mai 1984 à Lübeck, est un photographe d'art et d'architecture allemand.

## Carrière
Castelli est le fils d'un droguiste de Lübeck du même nom. Après ses études secondaires, il commence un apprentissage chez un photographe de Hambourg en 1917-1920, puis entre à l'école de photographie de Munich. Il travaille entre 1923 et 1927 à Dresde et à Düsseldorf et retourne ensuite à Lübeck. Il rachète la droguerie de son père et y ouvre en partie un atelier de photographie dont il s'occupe, jusqu'en 1970 avec son frère.
Il fait la connaissance dans les années 1920 du directeur du musée de Lübeck, Carl Georg Heise, qui apprécie la photographie moderne et qui présente Castelli à Albert Renger-Patzsch, qui fait partie de la Nouvelle Objectivité. Celui-ci influence les travaux et la technique de Castelli. Castalli présente ses photographies à côté de celles de Renger-Patzsch à la grande exposition de photographies qui a lieu en 1929 à Lübeck et à celle qui suit en 1932. Le musée de Lübeck acquiert en conséquence des œuvres de Castelli qui fait alors paraître ses premiers albums avec Heise.
En plus de ses propres travaux, Wilhelm Castelli rassemble tout un travail documentaire en photographiant l'architecture et les collections d'art de la ville. Cela représente aujourd'hui des archives précieuses, car un grand nombre d'édifices et d'œuvres ont disparu pendant le bombardement des Rameaux 1942. Il en est ainsi de la célèbre Danse macabre et de La Messe de saint Grégoire de Bernt Notke, autrefois à l'église Sainte-Marie. Les graphistes, qui ont édité les timbres de la poste qui célèbrent le sept-centième anniversaire de l'église, se sont appuyés sur les clichés de Castelli pour les dessiner. Ils représentent les fresques des claires-voies de l'église.
Castalli est versé dans la réserve pendant la guerre et est affecté aux services sanitaires. Il est soldat dans un service de radiographie de la Baltique. La famille Castelli perd ses moyens d'existence dans le bombardement de 1942. L'atelier et le magasin sont détruits ainsi que les négatifs. Il s'installe un peu plus loin dans la Breite Straße après la guerre. Ses archives d'après-guerre sont vendues à la ville de Lübeck.

## Publications

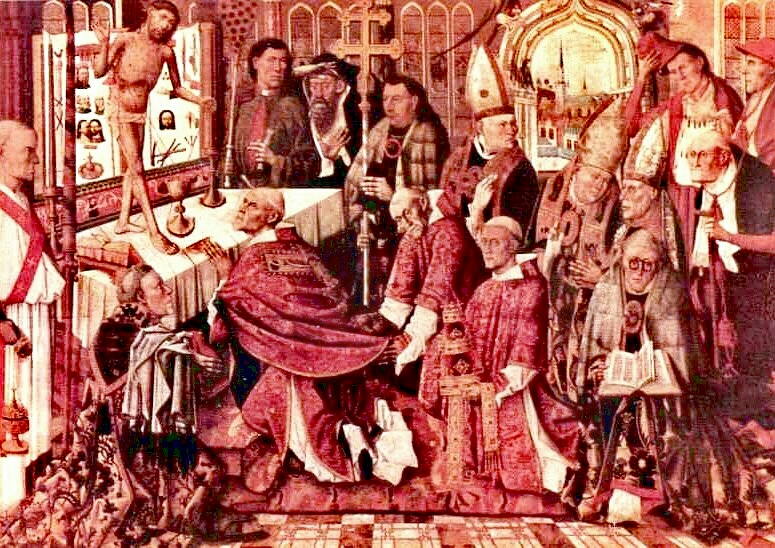
La Messe de saint Grégoire, autrefois à l'église Sainte-Marie de Lübeck, œuvre détruite par le bombardement de 1942

- En collaboration avec Heise (texte)
  - Fabelwelt des Mittelalters (Le monde fabuleux du Moyen Âge), Phantasie- und Zierstücke Lübeckischer Werkleute aus drei Jahrhunderten, 120 photographies, Berlin, Rembrandt, 1936
  - Die Gregorsmesse des Bernt Notke (La Messe de saint Grégoire, de Bernt Notke), 1941
- Der Lübecker Passionsaltar von Hans Memling (L'autel de la Passion de Lübeck, de Hans Memling), 1950
- Lübeck, Städtemonographien, Deutscher Kunstverlag, 1940